# Simfonia núm. 3 (Górecki)
La simfonia núm. 3, op. 36, també coneguda com a simfonia de les lamentacions, o dels cants afligits (en polonès, Symfonia pieśni żałosnych), és una simfonia en tres moviments composta el 1976 pel compositor polonès Henryk Górecki. Aquesta obra és representativa de la transició del compositor entre un estil dissonant i un altre de més tonal.
La simfonia està escrita per a orquestra i soprano, que canta un text polonès diferent en cada un dels tres moviments: en el primer, un lament de la Verge Maria escrit el segle XV; en el segon, un missatge escrit a la paret d'una presó de la Gestapo durant la Segona Guerra Mundial; en el tercer, una cançó folklòrica sobre una mare que busca el seu fill, assassinat durant la insurrecció silèsia de 1919. El tema central de la simfonia és per tant la maternitat i la separació dels éssers volguts per culpa de la guerra.
Fins al 1992, Górecki era gairebé un desconegut entre els aficionats, conegut únicament com un dels molts compositors de l'anomenat "Renaixement musical polonès" de la postguerra. Tanmateix aquell any la companyia Elektra Records va llançar un enregistrament d'aquesta simfonia, que es va situar entre les més venudes en les llistes de música clàssica de la Gran Bretanya i els Estats Units. Des de llavors se n'han venut més d'un milió de còpies, molt per sobre del que es podria esperar tractant-se d'una simfonia escrita per un compositor contemporani. Aquest èxit, tanmateix, no ha aconseguit atreure l'atenció del públic cap a la resta de la producció de Górecki.

## Antecedents
Malgrat l'ambient polític contrari a l'art modern (denunciat com a formalista per les autoritats comunistes), la música polonesa de postguerra va gaudir d'un nivell de llibertat sense precedents, en especial després de l'establiment del Festival de Tardor de Varsòvia el 1956. Górecki havia obtingut reconeixement entre els compositors d'avantguarda per les seves obres experimentals, dissonants i serialistes de la primera part de la seva carrera; també es va fer conegut en l'escena internacional gràcies a obres modernistes com Scontri, que va ser un èxit al festival de 1960, o la seva Simfonia núm. 1, que va guanyar un premi a la Biennal Juvenil de París de 1961. Al llarg dels anys 60, Górecki va continuar relacionant-se amb altres compositors experimentals de l'època, com Pierre Boulez o Karlheinz Stockhausen.
Als anys 70, en canvi, Górecki va començar a distanciar-se del serialisme i de les dissonàncies extremes de la seva primera època, i la simfonia núm. 3, com les peces corals Euntes ibant et flebant (op. 32, 1972) i Amen (op. 35, 1975), suposen un rebuig d'aquestes tècniques experimentals. L'absència de variació harmònica en aquesta simfonia, així com la seva insistència en la utilització de repeticions marca un pas en la trajectòria de Górecki cap al minimalisme i les textures simples que caracteritzen la seva obra posterior. Donada la naturalesa religiosa de gran part de les seves obres d'aquesta etapa, molts crítics i musicòlegs el situen junt amb altres compositors contemporanis que exploren igualment amb estructures i textures senzilles, amb la tonalitat i la melodia, i que també adopten temàtiques religioses, com Arvo Pärt o John Tavener. Tanmateix, cap dels autors qualificats sota aquesta etiqueta de "minimalisme religiós" o "minimalisme sacre" no admet tenir influències comunes amb els altres.

## Composició

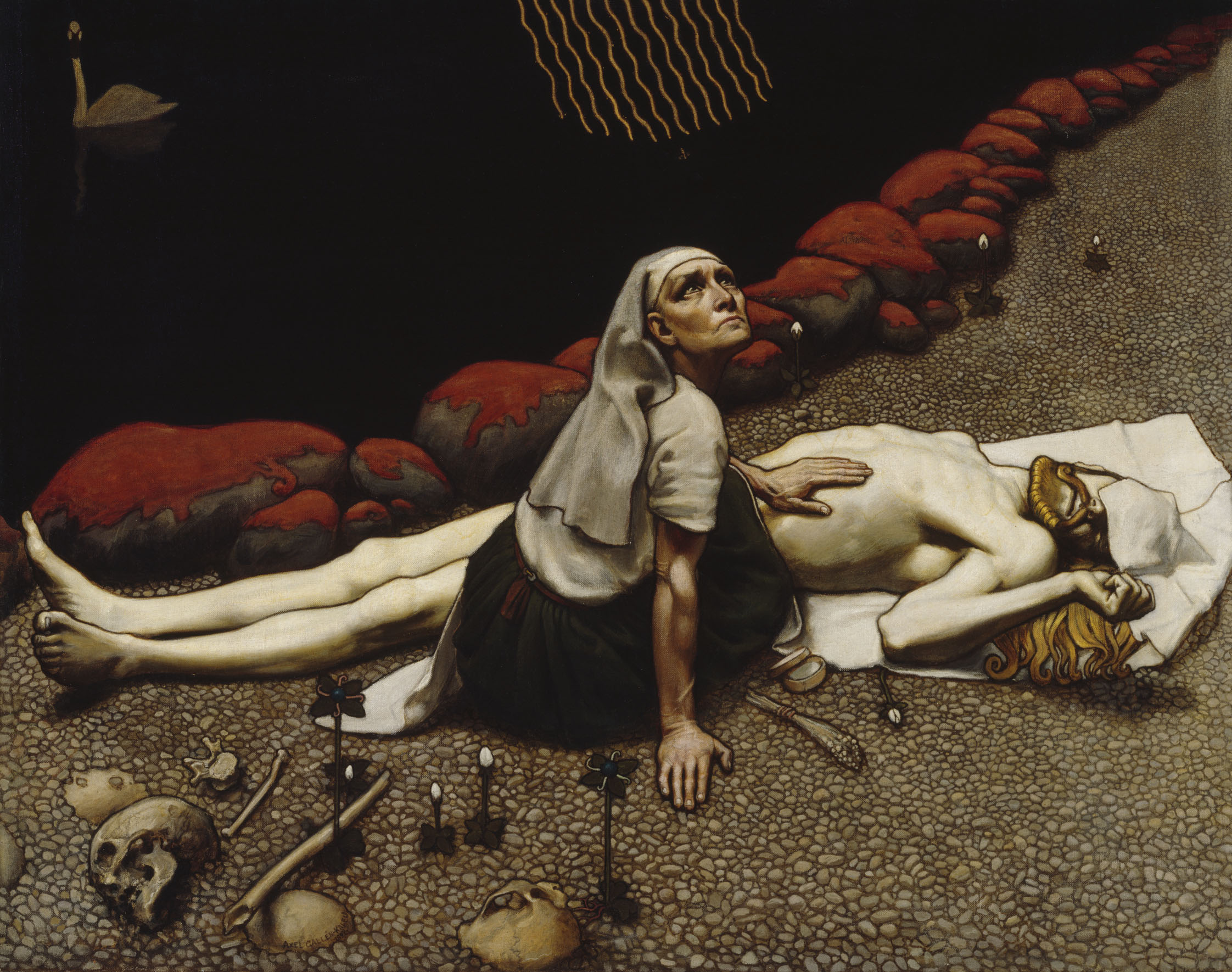
Lemminkainen's Mother (1897) d'Akseli Gallen-Kallela una evocació anterior dels temes de maternitat i guerra que s'exploren dins la simfonia núm. 3.

El 1973, Górecki va recórrer al folklorista polonès Adolf Dygacz a la recerca de melodies que pogués incorporar a la seva nova obra. Dygacz li va presentar quatre cançons enregistrades a la regió de Silèsia, una de les quals va impressionar al compositor. Es tractava d'una melodia titulada On se n'ha anat el meu fill estimat (Kajże się podzioł mój synocek miły), que descrivia el dolor d'una mare pel seu fill, mort durant la guerra, probablement durant les rebel·lions de 1919-21. Górecki havia sentit una versió d'aquesta cançó als anys 60 i no li havia dedicat una atenció especial, però la lletra i la melodia de la nova versió recollida per Dygacz el van captivar profundament. Més tard va afirmar: "per a mi, és un text poètic meravellós. No sé si un poeta 'professional' podria crear tanta força poètica amb paraules tan simples i netes. No hi ha pena, desesperació o resignació, ni gesticulacions exagerades: només hi ha el dolor i els laments d'una mare que ha perdut el seu fill."
Aquell mateix any, Górecki va sentir parlar d'una inscripció gargotejada a la paret d'una presó de la Gestapo a Zakopane, situada als peus del Tatra, al sud de Polònia. Les paraules pertanyien a l'adolescent de 18 anys Helena Wanda Bausiakówna, empresonada el 25 de setembre de 1944. La inscripció deia: "O Mamo nie płacz nie—Niebios Przeczysta Królowo Ty zawsze wspieraj mnie" ("Oh mamà, no ploris - Immaculada Reina Celestial, socorre'm sempre"). El compositor ho recordava així: "Admeto que sempre m'han irritat les grans paraules, els crits de revenja. Potser si em veiés cara a cara amb la mort jo també cridaria així; però aquesta frase que vaig trobar era diferent, gairebé una disculpa o una explicació per haver-se ficat en aquest embolic; cerca consol amb paraules senzilles, però significatives".
Més tard explica: "A la presó, tota la paret estava coberta d'inscripcions que clamaven: Sóc innocent, Assassins, Executors, allibereu-me, Salveu-me, etc. Tot era cridaner i banal. Els adults escrivien aquest tipus de missatges, però vet aquí una noia de 18 anys, gairebé una nena. Ella és diferent. No desespera, no plora, no exigeix revenja. No pensa per si mateixa, en si mereix o no aquest destí. En canvi, pensa en la seva mare, que és qui experimenta la verdadera desesperació. Aquesta inscripció és una mica extraordinària. I realment em va fascinar."
Górecki tenia doncs dos textos: un d'una mare cap al seu fill, i un altre d'una filla cap a la seva mare. Després de buscar textos per continuar amb aquest tema, es va decidir per una cançó tradicional del segle XV de la ciutat d'Opole. El seu text contenia un passatge en el qual la Verge Maria parla amb Jesús en el moment de la crucifixió: "Oh, fill meu, l'estimat i elegit, comparteix les teves ferides amb la teva mare... " (Synku miły i wybrany, Rozdziel z matką swoje rany...). Górecki va afirmar que "aquest text era popular, anònim. Així doncs, tenia tres actes, tres persones. Originalment, vaig pensar emmarcar aquests texts amb una introducció i una conclusió. Fins i tot vaig elegir dos versos (el 5 i el 6) del salm 93/94, traduït per Wujek: Al teu poble, Yahveh, aixafen, a la teva heretat humilien. Maten el foraster i la vídua, assassinen l'orfe."
Tanmateix, Górecki va acabar rebutjant aquest format, perquè creia que amb aquesta estructura semblaria que el tema de la simfonia fos "la guerra". Górecki volia transcendir més enllà de l'específic, pel que va estructurar la seva obra com tres laments independients.

## Anàlisi
La simfonia núm. 3 es construeix al voltant d'harmonies simples, en un estil neo-modal que empra tècniques de la música medieval però que no s'adhereix per complet a les normes de composició medievals. La simfonia està escrita per a una soprano, quatre flautes -dos flautins-, quatre clarinets, dos fagots, dos contrafagots, quatre trompes, quatre trombons, arpa, piano i instruments de corda. Una representació típica dura al voltant de 50 minuts.
El musicòleg Adrian Thomas ha apuntat que la simfonia manca de dissonàncies, i que no requereix cap virtuosisme tècnic. A més, observa que "no hi ha referències estilístiques de segona mà, encara que si haguéssim de buscar precedents caldria, trobar-los, de manera distant, en compositors tan variats com J.S. Bach, Franz Schubert, Txaikovski, o fins i tot Debussy." Ronald Blum, per la seva part, descriu la simfonia com a "lúgubre, com Gustav Mahler, però sense l'ampul·lositat de la percussió, les trompes i el cor, només el lament de les cordes i de la soprano solista". L'obra consisteix en tres moviments en to d'elegia, tots ells marcats com a lento.
Les cordes dominen la textura musical i el volum rarament s'eleva: la marca de fortissimo només apareix en uns quants compassos.

### Primer moviment: Lento - Sostenuto tranquillo ma cantabile
Amb una durada d'uns 27 minuts, el primer moviment dura tant com els altres dos moviments junts, i es basa en el lament de la Verge Maria escrit el segle xv, recollit a Lysagora Songs, una col·lecció del Monestir de la Santa Creu a les muntanyes de Świętokrzyskie. Està format per tres seccions: s'inicia amb un cànon a deu veus, utilitzant una melodia de 24 compassos. Comença amb els contrabaixos, als que s'afegeix un nou instrument cada 25 compassos, una quinta per sobre de l'anterior. Quan el cànon assoleix les 10 repeticions, comença a descendir fins a reduir-se a un únic to. La soprano entra a la segona secció i el seu cant culmina amb el clímax a l'última paraula, moment en què se li uneix l'orquestra repetint el clímax del cànon inicial. La tercera secció del moviment és una llarga conclusió que també descendeix fins a un únic to.

### Segon moviment: Lento e largo - Tranquillissimo
El segon moviment conté un llibret format a partir de l'oració a la Verge Maria escrita per Blazusiakówna a la paret del seva cel·la. Segons el compositor, "volia que el segon moviment tingués un caràcter muntanyós, no en el sentit del folklore pur, però sí que recollís el clima de Podhale… Volia que el monòleg de la noia semblés com cantussejat... per una part gairebé irreal, però per un altre dominant a l'orquestra." El moviment s'obre amb bordó, la-mi, i un fragment melòdic, mi–sol♯–fa♯, que alterna amb caigudes sobtades a l'acord Si♭–Re♭. Thomas descriu l'efecte com a "gairebé cinemàtic... suggerint l'aire lliure de les muntanyes". A mesura que la soprano comença a cantar, les seves paraules són acompanyades per l'orquestra, fins a assolir el clímax a La♭. El moviment es conclou amb un llarg acord de les cordes que dura més de dos minuts sense diminuendo.

### Tercer moviment: Lento - Cantabile semplice
El tempo del tercer moviment no és tan lent com el dels dos anteriors, i certs lleus canvis en la dinàmica i en la manera fan que sigui més complex del podria semblar a primera vista. Està format per tres estrofes en La menor i, igual com el primer moviment, es construeix mitjançant l'evolució d'un motiu senzill. La melodia s'estableix a l'estrofa inicial, i la segona i tercera estrofes revisiten els mateixos temes del segon moviment. Quan la soprano canta les últimes paraules, la tonalitat canvia un La major diatònic que acompanya a la que l'escriptor David Ellis ha denominat "l'estrofa extàtica final":
| « | Oh, canteu per a ell/ ocellets cantaires de Déu/ perquè la seva mare no pot trobar-lo. I vosaltres, floretes de Déu/ floriu per tot arreu/ que el meu fill pugui dormir somnis feliços. | » |

Després d'aquesta estrofa l'orquestra torna a la tonalitat de La menor abans d'un postludi final en la major. En paraules del mateix Górecki "Finalment, va aparèixer aquest invariable, persistent i obstinat 'walczyk' [acord de la], que sonava bé en tocar-se piano de manera que totes les notes fossin audibles. Per a la soprano, vaig usar una tècnica característica dels cants de la muntanya: suspenent la melodia en la tercera [Do♯] i descendint des de la quinta a la tercera mentre el conjunt descendeix pas a pas [en sextes]".

## Interpretació

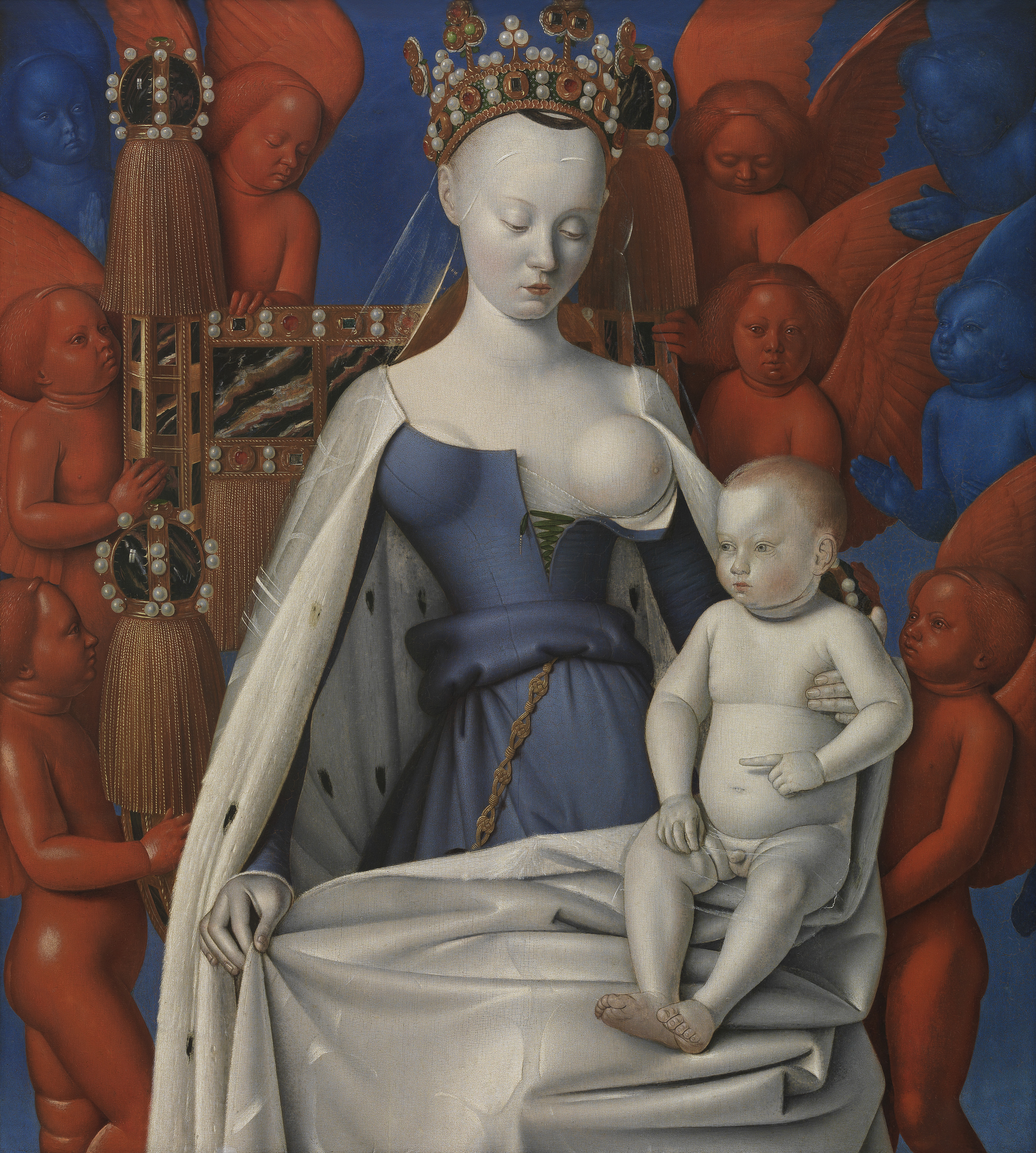
Jean Fouquet, Maria amb el Nen, cap a 1450.

La Tercera Simfonia està dedicada a la dona de Górecki, Jadwiga Rurańska. Quan li van preguntar el perquè, ell va respondre: «A qui se suposa que se l'havia de dedicar si no?». Górecki mai ha buscat explicar la simfonia com una resposta a un esdeveniment polític o històric. No obstant això, manté que la seva obra és una evocació dels vincles entre una mare i la seva filla. Algunes crítiques han descrit la simfonia com un memorial a les víctimes dels nazis a Polònia durant l'Holocaust, especialment a la llum de l'elecció dels textos realitzada per Górecki (com a curiositat, es reprodueix de manera cíclica el segon moviment a la sala d'exhibició del "Holocaust" al Museu d'Auckland, Nova Zelanda). A Górecki li van encarregar que va compondre música sobre l'Holocaust en la dècada de 1960, però va ser incapaç d'acabar cap de les obres que va començar per a tal propòsit. Górecki ha indicat que durant molts anys va buscar produir una obra específica en resposta a Auschwitz, encara que es resisteix a acceptar aquesta interpretació de la Simfonia núm 3, que prefereix que es vegi en un context més ampli. Altres crítics han intentat interpretar la simfonia en termes espirituals, estratègia que Górecki també ha desestimat.
Górecki va dir sobre l'obra: «Gran part de la meva família va morir en camps de concentració. Vaig tenir un avi que va estar a Dachau i una tia a Auschwitz. Saps el que hi ha entre polonesos i alemanys. Però Bach era alemany, i també ho van ser Schubert i Strauss. Tothom té el seu lloc en aquesta petita Terra, així que tot això va quedar enrere. La Simfonia núm 3 no tracta de la guerra, no és unDies Irae; és una simple simfonia de lamentacions ».

## Crítiques i recepció cultural
La simfonia número 3 va ser escrita el 1976, quan Górecki era, en les paraules del crític musical Jane Perlez, «una personalitat apassionada, de moda només entre un petit cercle d'aficionats a la música moderna». La simfonia va ser enregistrada per primera vegada a Polònia el 1978 amb la soprano Stefano Woytowicz. A finals dels anys 1970 i principis dels 1980, els enregistraments i interpretacions de l'obra van ser molt criticats per la premsa fora de Polònia. La simfonia va suscitar l'hostilitat d'alguns crítics que opinaven que Górecki s'havia allunyat massa de l'estil avantguardista establert i, segons Dietmar Polaczek (col·laborador delÖsterreichische Musikzeitschrift), estava «simplement unint-se a la decadent escòria que envolta els veritables pinacles del moviment avantguardista». L'estrena mundial que va tenir lloc al Festival international d'art contemporain de Royan l'abril de 1977, sota la batuta d'Ernest Bour, va ser comentat per sis crítics occidentals, tots severament desdenyosos. Heinz Koch, en la crítica per a la revista Música, va dir que la simfonia «s'allarga entre tres antigues melodies populars (i res més) durant cinquanta-cinc minuts interminables».

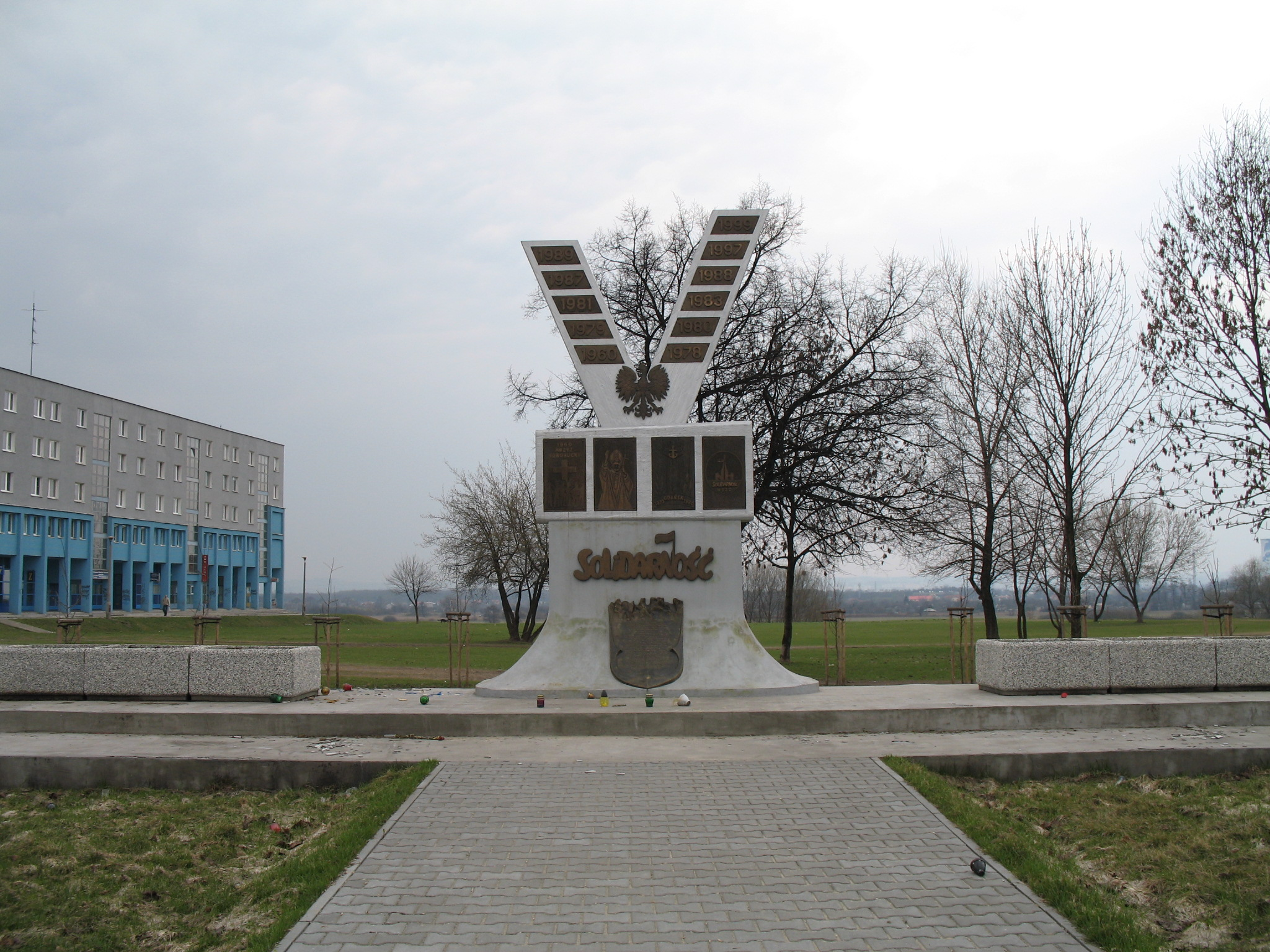
Monument del Solidarność, moviment al qual era afí el compositor.

El 1985, el cineasta francès Maurice Pialat va presentar una secció del tercer moviment en els crèdits al final de la seva pel·lícula Police. Quan l'obra va ser més tard distribuïda com a part de la banda sonora, va vendre bé, encara que les notes de la portada del disc proporcionaven molt poca informació sobre l'obra, i el nom de Górecki apareixia amb lletres més petites que les dels actors principals. A mitjans de la dècada de 1980, el grup britànic de música industrial Test Dept va fer servir aquesta simfonia com a música de fons per als collages de vídeo durant els concerts, com una manera de demostrar la simpatia de la banda amb el moviment polonès Solidarność, al que Górecki també donava suport (la seva peça de 1981 Miserere va ser composta en part com a resposta a l'oposició del govern polonès als sindicats de Solidarność). A finals de la dècada de 1980, la simfonia va ser transmesa en moltes emissores de ràdio dels Estats Units i el Regne Unit, sobretot a la BBC Radio 3. La caiguda del comunisme va ajudar a l'expansió de la popularitat de la música polonesa en general ia partir de 1990 la simfonia va ser interpretada en grans ciutats com Nova York, Londres i Sydney.
El 1991, es va realitzar un enregistrament amb l'orquestra London Sinfonietta, dirigida per David Zinman amb la soprano solista Dawn Upshaw i va ser llançada a 1992 amb el títol Symphony No 3, pel subsegell discogràfic de la companyia Elektra Records anomenat Nonesuch Records. Durant els dos anys següents després del llançament, va vendre més de 700.000 còpies a tot el món, i ha superat el milió de còpies venudes des de llavors. Al Regne Unit, va arribar fins a la sisena posició de la llista oficial, i als Estats Units no va entrar en la llista oficial anomenada Billboard 200, encara que sí que ho va fer a la llista temàtica de música clàssica anomenat Top Classical Albums, on va romandre 38 setmanes en el segon lloc i va aconseguir mantenir-se en la llista durant 158.

L'escriptor Michael Steinberg va descriure l'èxit de la Simfonia núm 3 essencialment com un fenomen del disc compacte, i tot i que encara es continua interpretant l'obra en concerts, no sempre es venen totes les localitats. Alguns crítics, preguntant del perquè del sobtat èxit de la peça després de més de dues dècades des de la seva composició, suggereixen que es va ressonar amb un sentiment particular en la cultura popular en aquella època. Stephen Johnson, autor d'A guide to the symphony, es preguntava si l'èxit comercial de l'obra era «un èxit passatger» o realment es convertiria en una obra amb prou importància. El 1998, el crític Michael Steinberg va preguntar, «[Està la gent] realment escoltant la simfonia? Quants compradors del disc descobreixen que cinquanta-cinc minuts d'una música molt lenta amb una cantant en un llenguatge que no entenen és més del que desitgen? L'escoltaran com a música de fons com a acompanyament del Chardonnay i el brie?». Steinberg compara l'èxit de la simfonia de Górecki amb el fenomen del Doctor Zhivago de 1958: «tot el món corria a comprar el llibre a correcuita, encara que molt pocs van arribar a llegir-lo. L'aparició de la pel·lícula de 1965 va salvar a tots de la necessitat de fer-ho ». Górecki estava més sorprès que ningú de l'èxit de la gravació i més tard va especular que« potser la gent troba alguna cosa que necessiten en aquesta peça de música [...]. D'alguna manera vaig encertar la nota correcta, vaig fer una cosa que trobaven a faltar. Alguna cosa en algun lloc se li havia perdut. Vaig sentir instintivament que sabia el que ells volien ».
A causa de l'èxit de l'enregistrament del segell Nonesuch, almenys una dotzena d'enregistraments més van sortir a la venda i l'obra va ser objecte de publicitat en un gran nombre de publicacions artístiques a tot el món. L'obra va ser utilitzada en nombroses ocasions pels cineastes a la dècada de 1990 per a provocar un sentiment de pathos o pena, com d'acompanyament a un accident d'avió a la pel·lícula Fearless(1993) de Peter Weir i en la banda sonora de la pel·lícula Basquiat (1996), de Julian Schnabel. Una galeria d'art a Santa Fe (Nou Mèxic), va obrir una exposició el 1995 dedicada per complet a art visual inspirat per la peça. El 1997, es va fer un sample de la simfonia per la cançó «Górecki»  per la banda anglesa de trip-hop Lamb, que va arribar al número 30 en les llistes d'èxits de Regne Unit el 1997. El 1999, la simfonia ocupava un lloc destacat en la cançó «Finished Symphony» per la banda anglesa de música progressiva Hybrid.